# Assumpció Vila Mitjà
Assumpció Vila Mitjà (La Escala,  7 de diciembre de 1948) es arqueóloga, profesora de investigación (jubilada) del Consejo Superior de Investigaciones Científicas en la Institución Milán y Fontanales de Investigación en Humanidades. Sus investigaciones se enfocan en los fundamentos teóricos y bases metodológicas de la ciencia arqueológica dirigidas al conocimiento de las primeras sociedades humanas y en la relevancia de su conocimiento para la sociedad actual y futura.  Conocida por su feminismo en el mundo de la investigación científica y por promover y liderar la Asociación AMIT-Cat (Asociación de Mujeres Investigadoras y Tecnólogas en Cataluña).

## Trayectoria
Vila se licenció en Filosofía y Letras por la Universidad de Barcelona en 1977, obtuvo el doctorado en Historia Antigua por la misma universidad en 1981. De 1982 al 1985 fue Becaria Postdoctoral en el Instituto de Ciencias de la Tierra "Jaume Almera", actualmente Geociencias Barcelona (GEO3BCN-CSIC), y en el 1982 también fue Becaria de Intercambio en el "Laboratorio de Traceología y Experimentación" de la Academia de Ciencias de Leningrado. De 1985 al 1987 tuvo un contrato Específico en el mismo "Instituto de Geología J.Almera" para realizar un proyecto internacional hispano-argentino de Etnoarqueología. En 1988 es nombrada Colaboradora Científica en el Departamento de Arqueología del Centro de Estudios históricos del C.S.I.C. en Madrid.
En 1990 fundó y dirigió Laboratorio de Arqueología en la Institución Milán y Fontanals de Investigación en Humanidades,  que en 2003 se transformó en el Departamento de Arqueología y Antropología de esta institución, que dirigió entre los años 2003 y 2006, y entre 2011 y 2013.  Entre los años 1996 y 2015, fue directora de la serie de publicaciones monográficas " Trabajos de Etnoarqueología " publicada por Editorial CSIC. 
Entre los años 2005-2008 fue Responsable del "Grup Recerca Consolidat AGREL AGAUR" (Generalitat de Catalunya).

### Investigación
Ha trabajado en temas de metodología y técnicas de excavación arqueológica, análisis de caracteres morfológicos y técnicos de industrias líticas prehistóricas. Introdujo en España la metodología y técnicas de análisis icneológico de instrumentos líticos (microscopía óptica, s.e.m., replicación y experimentación funcional y tratamiento de imágenes de microdesgaste digitalizadas) y el estudio del origen de las materias primas líticas mediante la difracción y fluorescencia de rayos X. Fue pionera en la investigación etnoarqueologica y  trabajó también en sistemas de inducción automática en el estudio de la división sexual del trabajo y de la discriminación de las mujeres en sociedades cazadoras-recolectoras pescadoras.

## Dirección de investigaciones
- Desde 1979 a 1986 dirigió proyectos de investigación sobre el mesolítico en Cataluña.
- Desde 1986 hasta 2005 dirigió proyectos de investigación internacionales de Etnoarqueología en Tierra del Fuego (Argentina)
- A partir de 2008 codirectora del proyecto Mecanismos de autoorganización y de control social generadores de normas  sociales.(PIFCOO_08_00017)